# Боемунд V (князь Антіохії)
Боемунд V (*Bohémond V d'Antioche, 1199 —17 січня 1252) — граф Триполі (як Боемунд II) і князь Антіохії у 1233—1252 роках. Зумів стабілізувати кордони з мусульманськими держави, сприяв перетворенню своїх міст на важливі ремісничі та торговельні центри.

## Життєпис
Походив з антіохійської гілки Рамнульфідів. Другий син Боемунда IV, князя Антіохії й графа Триполі, від його першої дружини Плезанс Ембіако. Народився 1199 року. 1213 року після вбивства його старшого Раймунда стає спадкоємцем батька. 1225 року одружився з Алісою Шампанською, але 1227 року шлюб було анульовано через близьку спорідненість.
У 1233 році після смерті батька успадкував владу в Триполі та Антіохії. Того ж року відправив військо на чолі із молодшим братом Генріхом проти держави Аюбідів, в долину Бекаа. Невдовзі вступив у протистояння з госпітальєрами та латинським патріархом Антіохії Альбертом дель Реззато. 1235 року одружився з небогою папи римського Іннокентія III. Невдовзі після цього залагодив конфлікт з патріархом та госпітальєрами. Водночас значна частина римської знаті пересилилася до держави Боемунда V, що зміцнило його позиції в Палестині та збільшило підтримку з боку європейських монархів.

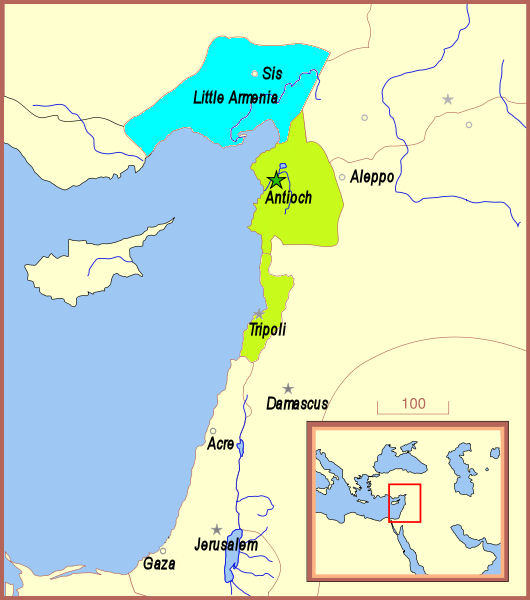
Володіння Боемунда V

1236 року виступив на допомогу замку тамплієрів Баграс, який було взято в облогу Аль-Азізом Мухаммадом Айюбідом, еміром Алеппо. Останній вимушений був відступити від замку. 1237 році виступив на допомогу тамплієрам, яких став утискати Хетум I, король Кілікійської Вірменії. Успішні дії перервалися сепаратним миром тамплієрів з Кілікією. Внаслідок цього Боемунд V повернувся до Антіохії.
1239 року в Триполі прийняв Теобальда I, короля Наварри, очільника Хрествого походу баронів. Втім обмежився надання спорядження та харчів. Основні сили Антіохії-Триполі не брали участь в поході. Це було викликано бажанням Боемунда V не вступати у відкрите протистояння з султаном Єгипту і Сирії. Водночас дотримувався релігійного миру у своїх володіннях, дозволивши православному патріарху Антіохійського Давиду розташуватися в Антіохії.
У 1244 році долучив власні загони до армії Єрусалимського королівства, яке виступило проти хорезмійців, що вдерлися до Палестини. Але у битві біля Ла Форсбі, християни зазнали нищівної поразки. 1245 року до Триполі підійшов монгольський тумен на чолі із Ясавуром. Вони зажадали розібрати Триполійську цитадель, виплатити данину 3000 дівчат і надати доходи з торгівлі. Боемунд V відповів відмовою. Монголи не наважилися на штурм і відступили.
1249 року вів перемовини з французьким королем Людовиком IX, очільника Семього хрестового походу, що зупинився на Кіпрі. Боемунд V намагався переконати короля перенести дії до Палестини або Сирії, але той вирішив продовжувати шлях до Єгипту. Помер у 1252 році. Владу успадкував його син Боемунд VI.

## Родина
1. Дружина — Аліса Шампанська.
Дітей не було
2. Дружина — Люціана, донька графа Паоло де Сен'ї
Діти:
- Плезанс (1236—1261), дружина: 1) Генріха I, короля Кіпру; Баліан Ібелін, сеньйор Арсуфу
- Боемунд (1237—1275), князь Антіохії, граф Триполі